# 荻田清
荻田 清（おぎた きよし、1951年 - ）は、日本の歌舞伎研究者、梅花女子大学教授。香川県生まれ。1974年大阪大学文学部国文科卒業。81年同大学院博士課程満期退学。梅花女子大学短期大学部助教授、教授。2015年3月定年退職し、梅花女子大学名誉教授。1999年『上方板歌舞伎関係一枚摺考』で日本演劇学会河竹賞受賞。専門分野は近世上方芸能史、上方文化史。大阪芸能懇話会会員。ワッハ上方資料整理・活用部会長。

## 著書
- 『上方板歌舞伎関係一枚摺考』清文堂出版 1999
- 『笑いの歌舞伎史』朝日選書 2004
- 『上方落語　流行唄の時代』　和泉書院　2015

共編
- 『近世文学選 芸能篇』土田衛、河合眞澄、広瀬千紗子共編 和泉書院 1994

## 参考
- [ISBN 978-4-02-259859-2]